# Vucub-Camé
En la mitología maya, Vucub-Camé es una deidad demoníaca del inframundo terrenal de Xibalbá. Junto con Hun-Camé es uno de los jueces supremos del consejo, cuya función consiste en asignar sus atribuciones a los señores de Xibalbá. 
Los jóvenes gemelos Hunahpú e Ixbalanqué mataron a Vucub-Camé y su corregente en el inframundo Hun-Camé, como venganza por la decapitación de su padre, Hun-Hunahpú.